# Авенида Паулиста
„Авенида Паулиста“ (на португалски: Avenida Paulista) е най-известният и важен булевард на град Сао Пауло, Бразилия.
Простира се на 2,8 километра. Ширината му е около 85 метра. Той е първият павиран път. Открит е през 1896 г.
Булевардът е известен като водещ финансов и културен център на града.